# ایچوالد
ایچوالد (به آلمانی: Aichwald) یک شهرداری در آلمان است که در بادن-وورتمبرگ واقع شده‌است.

## خصوصیات
ایچوالد ۱۴٫۶۸ کیلومترمربع مساحت دارد ۴۵۰ متر بالاتر از سطح دریا واقع شده‌است.

## خواهرخوانده
شهرهای بولن و Finkenstein am Faaker See خواهرخوانده‌های ایچوالد هستند.